# 寿司由楼火災
寿司由楼火災（すしよしろうかさい）は、1971年（昭和46年）1月2日未明に和歌山県和歌山市和歌浦の旅館「寿司由楼」（木造、一部耐火鉄骨造、地下1階、4階建、延床面積2,749.06平方メートル）で発生した火災である。
建物は全焼し死者16名、負傷者15名に及ぶ被害を出した。

## 火災概要
1971年1月2日午前1時3分頃、旧館2階から出火。1時20分頃に専務が発見し通報した。
出火場所が老朽化した木造建築で、防火区画のない建物であったことなどから新館・旧館、および隣接する土産物店や食堂など合わせて2749m2が全焼し、3時25分に鎮火した。
死者16人はすべて旧館4階にいた宿泊客で7人が廊下に出て死亡、8人が室内で死亡し1人は窓から避難時に飛び降りての転落死であった。
自動火災報知設備が未設置であることが発見の遅れにつながり、延焼拡大の原因の一つとされた。1971年1月10日より自動火災報知設備の設置工事を開始する予定となっており、その矢先での火災であった。

## 寿司由楼
和歌浦の海岸にあり、異なる2つの海岸段丘面に旧館・新館が建築されていた。旧館は2階から4階まである木造3階建てで、大正時代に建てられたのち増改築が繰り返され老朽化していた。新館は旧館より海側の低い位置に建てられており、地下1階地上2階建てで、1957年（昭和32年）2月竣工。新館と旧館の2階がつながっている構造だった。
火災翌年の1972年（昭和47年）にボウリング場を併設した鉄筋コンクリート造に建替えられ営業を再開したが1995年（平成7年）に廃業された。廃墟となったのち、2005年（平成17年）に解体された。その後、跡地には特別養護老人ホーム「ほうらい苑」が建設されている。